# ザ・杏里
『ザ・杏里』（ザ・あんり）は、日本の歌手、杏里の3枚目のベスト・アルバムである。1986年7月21日発売。発売元はフォーライフ・レコード。商品番号は35KD-50（1990年3月21日に再発された時はFLCF-29048）。

## 概要
レコード会社の企画によるベストで、他の所属アーティストも『ザ・○○』というタイトルで同時発売された。すべてに共通してCDのジャケットに代表曲のシングルジャケットが掲載されており、杏里の場合は『オリビアを聴きながら』『CAT'S EYE』『悲しみがとまらない』『モーニング スコール』の4枚である。初版CDの初回盤には2つ折りピンナップが封入されている。
大ヒットを記録した13thシングル『CAT'S EYE』のB面曲『Dancing with the sunshine』や、オリジナルアルバムに収録されていない17thシングル『オリエンタル・ローズ』が、CDで聴ける唯一のアルバムだった。全体的に低音を強調したミキシングが施されている。
同時発売のカセット（商品番号：36C-13）は20曲入りで、『モーニング スコール』と『砂浜』が未収録。代わりに7曲が追加されている。そのためジャケットのシングルも『気ままにREFLECTION』に差し替わっている。

## CD収録曲（35KD-50、FLCF-29048）
1. モーニング スコール
作詞：吉元由美 作曲：羽田一郎 編曲：入江純
2. オリエンタル・ローズ
作詞：吉元由美 作曲：小田裕一郎 編曲：入江純
3. 悲しみがとまらない
作詞：康珍化 作曲：林哲司 編曲：角松敏生・林哲司
4. 16 BEAT
作詞：三浦徳子 作曲：ANRI 編曲：瀬尾一三
5. INNOCENT TIME
作詞：園部和範 作曲：ANRI 編曲：小倉泰治
6. 気ままにREFLECTION
作詞：三浦徳子 作曲・編曲：井上大輔 ブラスアレンジ：佐藤準
7. オリビアを聴きながら
作詞・作曲：尾崎亜美 編曲：瀬尾一三
8. 思いきりアメリカン
作詞：竜真知子・ANRI 作曲：小林武史 編曲：佐藤準
9. コットン気分
作詞・作曲：かおる 編曲：岡田徹
10. 砂浜
作詞・作曲：かおる 編曲：岡田徹
11. 夜明けのSOLDIER
  - 作詞：三浦徳子 作曲：小田裕一郎 編曲：角松敏生
12. Surf City
  - 作詞・作曲・編曲：小林武史
13. I CAN’T EVER CHANGE YOUR LOVE FOR ME
  - 作詞・作曲・編曲：角松敏生
14. CAT’S EYE(NEW TAKE)
  - 作詞：三浦徳子 作曲：小田裕一郎 編曲：角松敏生
15. Dancing with the sunshine
  - 作詞：三浦徳子 作曲：小田裕一郎 編曲：大谷和夫

## CT収録曲（36C-13）
Side-1
1. 気ままにREFLECTION
2. 悲しみがとまらない
3. オリエンタル・ローズ
4. OVERSEA CALL
  - 作詞・作曲：杏里 編曲：小倉泰治
5. 16 BEAT
6. 思いきりアメリカン
7. オリビアを聴きながら
8. INNOCENT TIME
9. CAT’S EYE
10. Dancing with the sunshine

Side-2
1. 夜明けのSOLDIER
2. MORNING HIGHWAY
  - 作詞・作曲：岩里祐穂 編曲：角松敏生
3. Surf City
4. 地中海ドリーム
  - 作詞・作曲：尾崎亜美 編曲：鈴木茂
5. コットン気分
6. YOU ARE NOT ALONE
  - 作詞：康珍化 作曲・編曲：林哲司
7. Dancin' Blue
  - 作詞・作曲・編曲：角松敏生（ブラスArr/佐藤準）
8. Memorial Story
  - 作詞・作曲 : 杏里 編曲：瀬尾一三
9. I CAN’T EVER CHANGE YOUR LOVE FOR ME
10. Goodbye Boogie Dance
  - 作詞・作曲・編曲：角松敏生（ブラス、ストリングスArr/佐藤準）